# ダバンテ・ガードナー
ダバンテ・ガードナー（Davante Gardner, 1991年9月2日 - ）は、アメリカ合衆国のプロバスケットボール選手。バージニア州サフォーク出身。ポジションはパワーフォワード。B.LEAGUE・シーホース三河所属。

## 経歴
自身が「父がフリースローの名手、母がポイントガード。僕は父と母がプレーしていたスタイルのハイブリッドなんだ。」と語っているように、スポーツ一家に生まれ、体格には恵まれていたが、高校までは、母親に教わったポイントガードを中心にプレーしていた。マーケット大学に入り、高身長の選手と優れたガードのプレーヤーがいたので、ヘッドコーチがポストアップとして起用したため、現在、ガードからセンターまで広範にプレーできる。マーケット大学ではジミー・バトラー、ジェイ・クラウダー、ヴァンダー・ブルー、ジャミル・ウィルソンなどNBAでプレーする選手がチームメイトだった。2014年、卒業後に2014年にシカゴ・ブルズのサマーリーグチームでプレーしたが、NBA契約には至っていない。ビッグマンとしてはフリースロー成功率が高く、フィジカルなプレーを好み、ポストでファウルを誘ってアンド１を決めることを得意としている。

### 日本でのキャリア
2015年、NBL・西宮ストークスと契約し1シーズンプレーし得点王を獲得した。B.LEAGUEが開幕初年度の2016年に新潟アルビレックスBBに移籍し、2019年まで3シーズンプレー。2018年、2019年と2シーズン続けて得点王を獲得した。
2019年6月13日、シーホース三河と2019-20シーズンの選手契約をしたことが発表された
2021年6月14日、シーホース三河と契約継続することを発表した。来シーズンで在籍3シーズン目を迎える。三河でも不動の大黒柱として活躍し、2020-21シーズンは54試合に出場して平均プレータイム30.5分で19.9得点、7.6リバウンドを記録。平均得点は昨シーズンから−3.5得点となっているが、ディフェンスを引きつけてスペースを作り出すことでアシスト数が増え、キャリアハイの5.0アシストを記録した。

## 個人成績
| * | Led the league |

| シーズン | チーム               | GP | GS | MPG  | FG%   | 3P%   | FT%   | RPG  | APG  | SPG  | BPG  | PPG   |
| -------- | -------------------- | -- | -- | ---- | ----- | ----- | ----- | ---- | ---- | ---- | ---- | ----- |
| 2014-15  | HVバスケット         | 36 | 33 | 27.9 | .608  | .364  | .836  | 6.75 | 1.03 | 0.89 | 0.47 | 15.83 |
| 2015-16  | 西宮ストークス       | 54 | 53 | 36.6 | .523  | .356  | .756  | 10.6 | 1.9  | 1.1  | 0.6  | 27.8  |
| 2016-17  | 新潟アルビレックスBB | 54 | 51 | 26.7 | .553  | .303  | .780  | 8.8  | 1.7  | 0.8  | 0.5  | 21.9  |
| 2017-18  | 新潟アルビレックスBB | 59 | 59 | 30.0 | .570  | .295  | .843  | 10.0 | 2.5  | 0.8  | 0.6  | 28.7  |
| 2018-19  | 新潟アルビレックスBB | 60 | 60 | 36.0 | .576  | .228  | .793  | 10.9 | 3.8  | 0.6  | 0.4  | 27.6  |
| 2019-20  | シーホース三河       | 40 | 39 | 33.0 | .560  | .282  | .852  | 9.9  | 4.8  | 0.65 | 0.55 | 27.6  |
| 2020-21  | シーホース三河       | 54 | 49 | 30.2 | .55.7 | .30.7 | .84.2 | 7.6  | 5.0  | 0.9  | 0.4  | 19.9  |
| 2021-22  | シーホース三河       | 53 | 45 | 29.5 | .54.4 | .35.2 | .83.2 | 7.3  | 4.4  | 0.92 | 0.5  | 17.3  |

## カレッジ
| シーズン  | チーム         | GP  | GS | MPG  | FG%  | 3P%  | FT%   | RPG  | APG  | SPG  | BPG  | PPG   |
| --------- | -------------- | --- | -- | ---- | ---- | ---- | ----- | ---- | ---- | ---- | ---- | ----- |
| 2010-2011 | マーケット大学 | 33  | 0  | 9,0  | 57,6 | -    | 75,44 | 2,21 | 0,3  | 0,12 | 0,15 | 4,6   |
| 2011-2012 | マーケット大学 | 27  | 11 | 19,1 | 56,1 | 0,0  | 75,5  | 5,30 | 0,70 | 0,78 | 0,19 | 9,48  |
| 2012-2013 | マーケット大学 | 35  | 0  | 21,4 | 58,5 | 20,0 | 83,5  | 4,83 | 0,89 | 0,66 | 0,57 | 11,49 |
| 2013-2014 | マーケット大学 | 32  | 8  | 26,6 | 52,8 | 12,5 | 78,1  | 5,69 | 1,34 | 0,31 | 0,47 | 14,91 |
| Total     |                | 127 | 19 | 19,0 | 55,7 | 13,0 | 79,0  | 4,46 | 0,81 | 0,46 | 0,35 | 10,13 |